# Teddy Flack
Pour les articles homonymes, voir Flack.
Edwin Harold Flack dit Teddy Flack, né le 5 novembre 1873 à Islington (Londres) et mort le 10 janvier 1935 à Berwick (banlieue de Melbourne), est un athlète et joueur de tennis australien, double médaillé d'or aux Jeux olympiques de 1896 à Athènes.

## Biographie
Né à Londres, il grandit en Australie où sa famille s'installe durant son enfance. Représentant le Old Melburnians Athletics Club, il devient champion d'Australasie du mile et champion des Nouvelle-Galles du Sud sur 2 miles en 1894.
Il travaille à ses débuts dans le cabinet de comptabilité de son père avant de rejoindre Price & Waterhouse à Londres en 1895 où il obtient quelques succès mineurs en athlétisme avec le London Athletic Club.
En 1896, il est le seul participant Australien aux Jeux olympiques d'Athènes, où il est affilié à la Victoria Amateur Athletic Association. Dominant largement les compétitions de 800 et 1500 m, il remporte deux médailles d'or. Dans son élan, il s'inscrit sur le marathon, mais peu habitué à courir de telles distances, il abandonne après avoir occupé la tête de la course pendant une dizaine de kilomètres. Entretemps, il participe aux épreuves de tennis sans succès. Sa place de demi-finaliste en double messieurs avec George Stuart Robertson est cependant assimilée à une médaille de bronze.
Après les Jeux, il dispute des compétitions en Angleterre jusqu'en 1897 avant de retourner à Melbourne en 1899. Il devient homme d'affaires et posséde un haras. Souffrant de problèmes cardiaques, il meurt à 61 ans, des suites d'une opération.

## Palmarès
- Jeux olympiques de 1896 à Athènes  Grèce :
  -  Médaille d'or sur 800 m.
  -  Médaille d'or sur 1 500 m.
  -  Médaille de bronze du double en tennis.